# Pies i wróbel
Pies i wróbel (Der Hund und der Sperling) – baśń braci Grimm opublikowana w ich zbiorze Baśni z 1812 roku (tom 1, nr 58).

## Treść
Owczarek niemiecki uciekł od swojego pana, który źle go traktował. Zaprzyjaźnił się z wróblem, który pomagał mu zdobywać jedzenie w mieście. Pewnego dnia, kiedy pies zasnął na drodze, przyjechał furman konnym wozem i rozjechał psa nawet nie próbując go ominąć. Wróbel postanowił pomścić śmierć przyjaciela. Najpierw odkorkował beczki z winem, które wiózł furman, tak że wino się wylało. Potem wydziobał oczy jego koniom. Furman rzucił się na ptaka z motyką, ale trafiał tak nieszczęśliwie, że zabił swoje oślepione konie. Po powrocie do domu okazało się, że wróbel zwołał swoich przyjaciół - inne ptaki, i wspólnie zniszczyli plony furmana. Furman rzucił się w pogoń za ptakiem po całym domu, ale nie mogąc go trafić niszczył własne sprzęty. Wreszcie złapał go i wsadził do ust. W tym samym czasie żona furmana, chcąc ubić wróbla, zamachnęła się motyką i zabiła niechcący męża. Wróbel odleciał.